# カルナリ県
座標: 北緯29度35分 東経82度10分 / 北緯29.583度 東経82.167度

カルナリ県の位置

カルナリ県（ネパール語: कर्णाली अञ्चल Listen）とは、ネパール中西部開発区域に属する県である。県都はジュムラで、5郡からなる。

## 概要
同国最大の県であり、最も貧しい県でもある。と言うのも、道路の整備状況が悪く、空路のみが発達しているからである。
また、シェイ・フォクスンド国立公園とララ国立公園が存在している。

## 郡

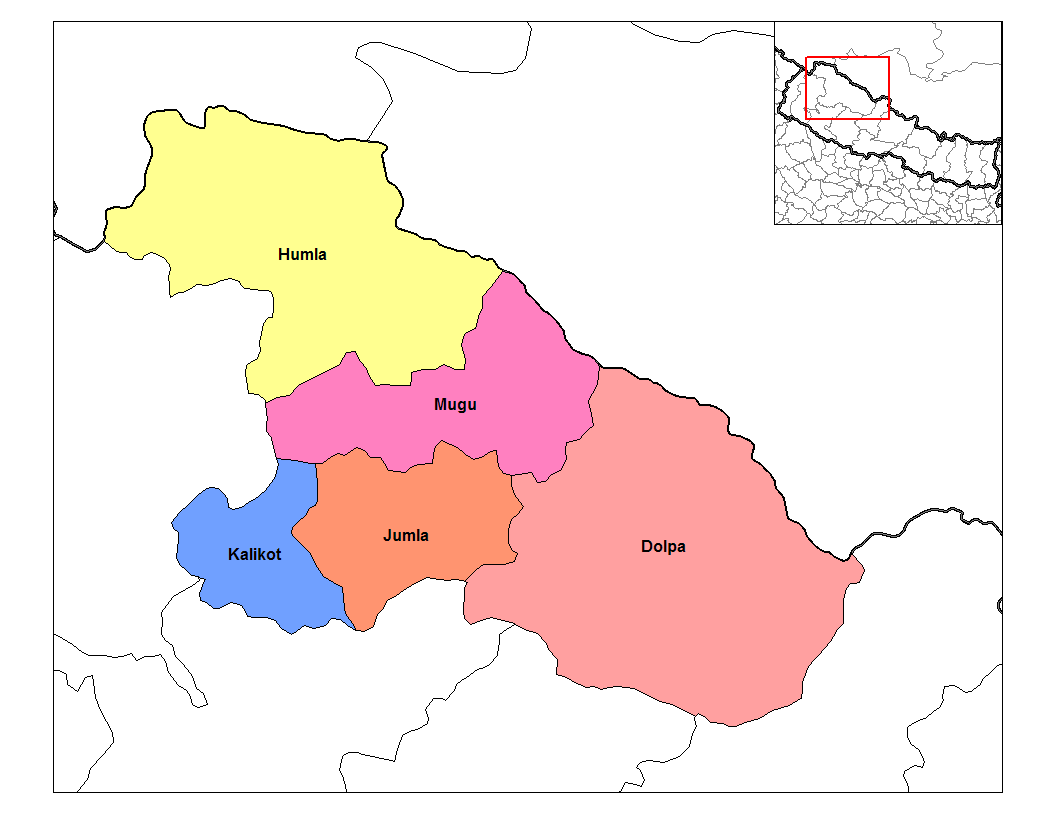
県内の5郡
■フムラ郡、■ムグ郡、■カリコット郡、■ジュムラ郡、■ドルパ郡

| 郡           | 郡庁所在地 |
| ------------ | ---------- |
| ドルパ郡     | ドゥナイ   |
| フムラ郡     | シミコット |
| ジュムラ郡   | ジュムラ   |
| カリコート郡 | マンマ     |
| ムグ郡       | ガムガリ   |